# Hành Thiện (làng)
Hành Thiện (行善) là tên một làng cổ, nay thuộc xã Xuân Hồng, huyện Xuân Trường, tỉnh Nam Định. Đây là một trong những ngôi làng cổ nổi tiếng có truyền thống văn hóa được nhiều người biết đến cũng như là quê hương của nhiều nhân vật được ghi nhận trong lịch sử tại Việt Nam.

## Đặc điểm địa lý

Ngã ba sông Hồng và sông Ninh cơ, nơi bắt nguồn của sông con chạy quanh làng

## Di tích tham quan

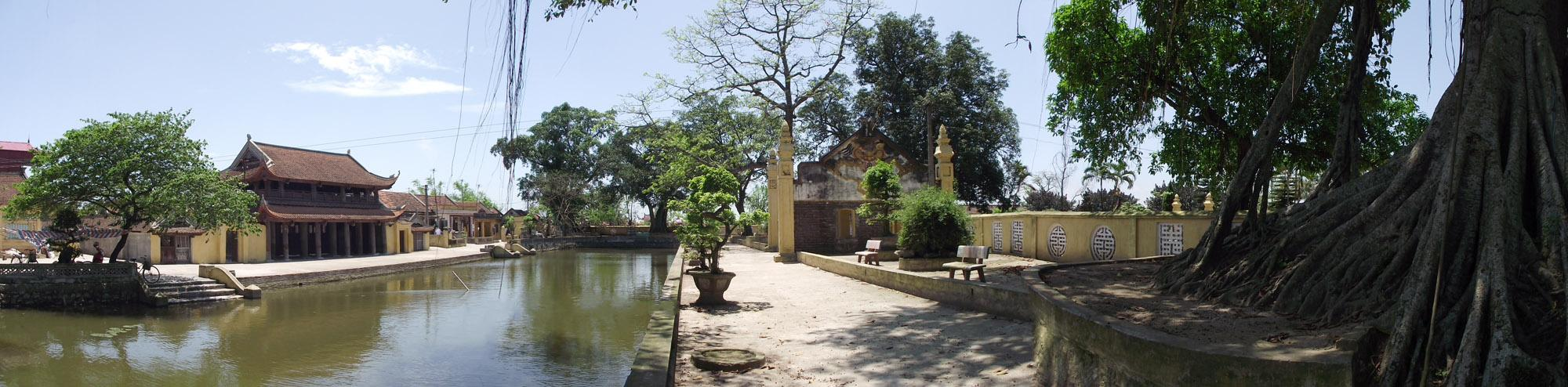
Khuôn viên chùa Keo Hành Thiện